# Retheos Berberian

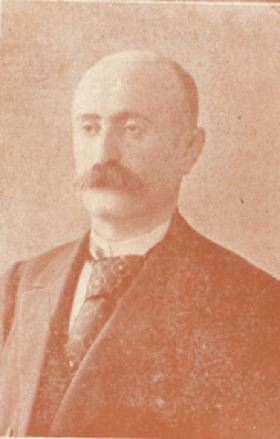
Retheos Berberian

Retheos (Efendi) Berberian (armenisch Ռեթէոս Յ. Պէրպէրեան; * 10. Oktober 1848 in Hasköy (Konstantinopel); † 6. April 1907 in Üsküdar (Konstantinopel)) war ein armenischer Pädagoge, Publizist, Schriftsteller und Übersetzer in Konstantinopel. Sein Motto war: Ohne Bildung kein Leben, kein Glück! (Առանց կրթութեան չկայ կեանք, չկայ երջանկութիւն)

## Leben
Retheos Berberian erhielt seine Grundausbildung an der Nersesyan-Schule in Hasköy, einem Stadtteil von Konstantinopel. Er war Mitschüler des späteren Dichters Teotoros Zorayan. Zu seinen Lehrern zählte der Sprachwissenschaftler Madatya Karakaşyan (1818–1903). Retheos Berberian arbeitete 1865 als Hilfslehrer für armenische Schüler am Galatasaray-Gymnasium in Konstantinopel. 1866 unterrichtete er an der Nersesyan-Schule, 1867 in Edirne, 1868 erneut in Hasköy, 1872–1874 an der Panosyan- und der Akabyan-Schule, 1874–1875 war er Lehrer an der Tarkmançats-Schule. Ab 1869 schrieb er für die Zeitungen Jamanak, Masis, Manzume-i Efkâr, Arevelyan Poğ.
Oktober 1876 gründete Retheos Berberian seine eigene Schule in Üsküdar. Den Lehrplan und die Unterrichtsmethodik gestaltete Retheos Berberian nach seinen eigenen pädagogischen Vorstellungen. Seine Bildungsideale waren biblisch inspiriert: „Was wahrhaftig ist, was ehrbar, was gerecht, was rein, was liebenswert, was einen guten Ruf hat, sei es eine Tugend, sei es ein Lob – darauf seid bedacht!“ (Philipper 4:8). Retheos Berberian wandte sich gegen den Materialismus. Ein Schulabschluss der Berberian-Schule sollte den Zutritt an ausländische Universitäten ermöglichen. Einige der besten, armenischen Schriftsteller seiner Zeit waren Absolventen der Berberian-Schule.
Der Dichter Matteos Zarifian (1894–1924) besuchte die Schule. Er trainierte als Athlet für die Olympischen Spiele. Mit 27 Jahren wurde bei ihm Tuberkulose diagnostiziert.
1879 wurde die Schule in die Nachbarschaft des Amerikanischen Robert Colleges transferiert.
Am 28. August 1883 heiratete er Zaruhi Panosyan (1864–1899). Ihr späterer Sohn war Schahan R. Berberian. Im selben Jahr übersetzte er Goethes Hermann und Dorothea ins Armenische. 1907, zum 25. Gründungsjahr seiner Schule, wurde Retheos Berberian von Sultan Abdülhamid II. für seine Leistungen ausgezeichnet.
Retheos Berberian war in der armenischen Gemeinde sehr aktiv. 1870 war er einer der Gründer der armenischen Publikation Kordzaser von Hasköy. Vier Mal wurde er in die Erziehungskommission des armenischen Patriarchates gewählt (1882–1884, 1884–1885, 1891–1894, 1894–1896).
1896 reiste er mit seiner Ehefrau für zwei Jahre nach Genf und eröffnete dort eine Schule und ein Studentenheim für seine Schüler. Am 12. März 1899 starb seine Ehefrau.
Am 6. April 1907 starb Retheos Berberian in Üsküdar. Malachia Ormanian, Patriarch von Konstantinopel, nannte ihn „Vater der Gelehrten“ und „Meisterlehrer“. Die Berberian-Schule wurde 1914–1918 vorübergehend geschlossen, 1924 nach Kairo verlegt und 1934 endgültig aus finanziellen Gründen geschlossen.

## Werke
- Geld, 1872
- Die ersten Blätter, Konstantinopel 1877
- Die erste Konferenz, 1880
- Volksunterhaltung, 1880
- Elend und Erbarmen, 1880
- Staatswirtschaft, 1883
- Menschen und Objekte, 1885
- Französisch-Armenisches Übersetzungsbuch, 1885
- Worte eines Erziehers, Wien 1901
- Gedanken und Erinnerungen, 1903
- Schule und Literatur, 1907